# Xã Freeborn, Quận Eddy, Bắc Dakota
Xã Freeborn (tiếng Anh: Freeborn Township) là một xã thuộc quận Eddy, tiểu bang Bắc Dakota, Hoa Kỳ. Năm 2010, dân số của xã này là 102 người.